# 1,1-二(氯甲基)乙烯
1,1-二(氯甲基)乙烯是一种有机化合物，化学式为CH2=C(CH2Cl)2，它有两个烯丙基氯，是一种双烷基化试剂。

## 合成与反应
它可由季戊四醇为原料来合成，其第一步反应是对其氯化。它可以和九羰基二铁反应，生成三亚甲基甲烷的配合物Fe(η4-C(CH2)3)(CO)3。它也是[1.1.1]-螺桨烷的前驱体。